# Paraboea amplifolia
Paraboea amplifolia är en tvåhjärtbladig växtart som beskrevs av Z.R. Xu och Brian Laurence Burtt. Paraboea amplifolia ingår i släktet Paraboea och familjen Gesneriaceae. Inga underarter finns listade i Catalogue of Life.